# Portrait d'homme à la boucle d'oreille
Le portrait d'homme à la boucle d'oreille (titre alternatif portrait de jeune homme), est un tableau peint par Jean-Auguste-Dominique Ingres, en 1804 dont le modèle est anonyme. Georges Wildenstein le rapproche des mentions « ami de Mesplet » et « Jeune sculpteur » qui figurent dans les cahiers IX et X où Ingres répertoriait ses œuvres. Lapauze se pose la question qu'il s'agisse d'un autoportrait du peintre, sur la base de l'inscription Moi, Ingres pinxit 1804 qui figure sur la toile. Mais cette identification est généralement rejetée, notamment à cause des différences avec l'Autoportrait à vingt-quatre ans du musée Condé. Georges Vigne note que le jeune homme, probablement âgé de moins de vingt ans, ne partage aucun trait de ressemblance avec Ingres, qui n'avait pas les lèvres charnues, les cheveux bouclés et dont aucun témoins ne l'a vu porter de boucle d'oreille.  Le tableau fait partie des collections du musée Ingres de Montauban (inventaire MI 74.4.1).

## Provenance
Le tableau appartient aux collections du peintre Gustave Ricard jusqu'à sa mort  en 1873, date de sa vente à Albert Goupil. À la mort de ce dernier, il est vendu au banquier Hippolyte Adam, et à sa mort, est la propriété de son épouse jusqu'en 1911. Il appartient ensuite à Mme René Lisle jusqu'en 1921, où il passe dans la collection de Dominique Hermant, qui en fait don au musée Ingres de Montauban en 1974 sous les références des catalogues : Wildenstein 1954,  no 19 (40 - 41), Ternois-Camesasca 1968-1984, no 17, Ternois 1980, no 18.